# 圣弥额尔堂 (芝加哥老城)
41°54′44″N 87°38′23″W / 41.9123°N 87.6397°W

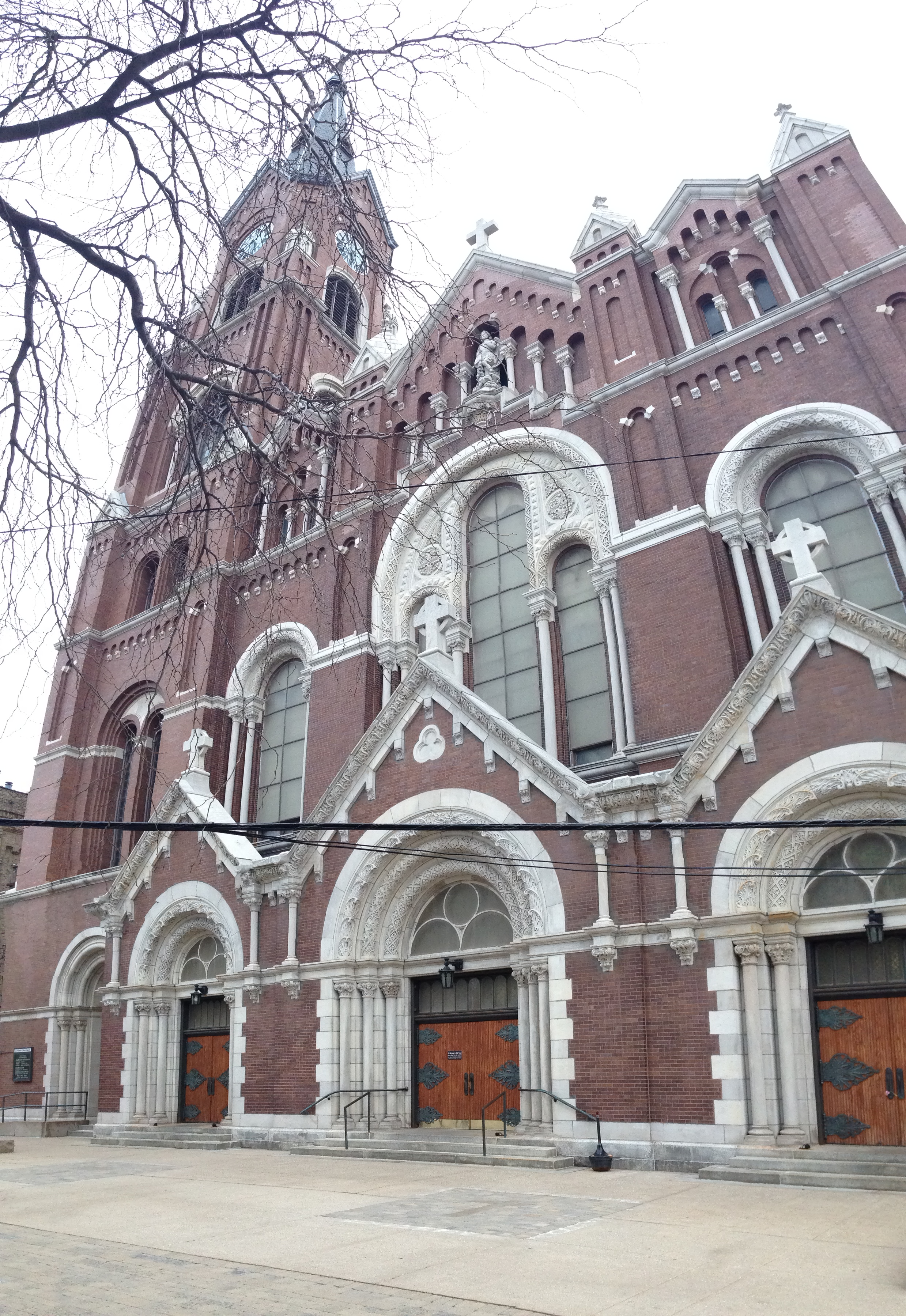

圣弥额尔堂（St. Michael's Church）是一座罗马天主教教堂，位于美国芝加哥老城克利夫兰大街，1852年为服务德国移民而设立。1869年建成一座大型砖砌教堂，当时其钟楼为芝加哥最高建筑，直到1885年被芝加哥期貨交易所大樓超过。
该堂为1871年芝加哥大火幸存的6座建筑之一。当时芝加哥建筑大多用木材建造，而该堂为砖砌。灾后该堂重建，并成为波多黎各人的重要中心。

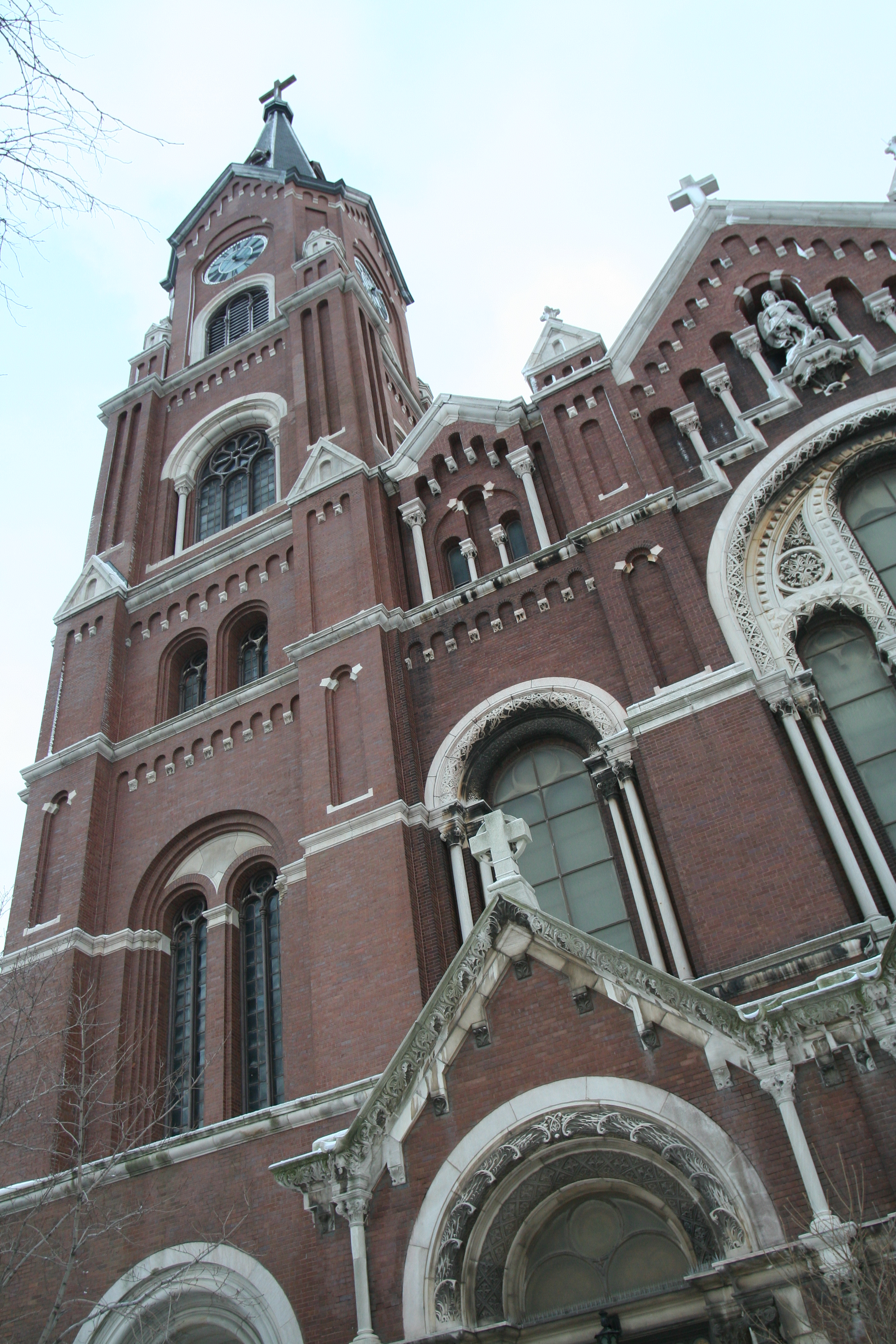
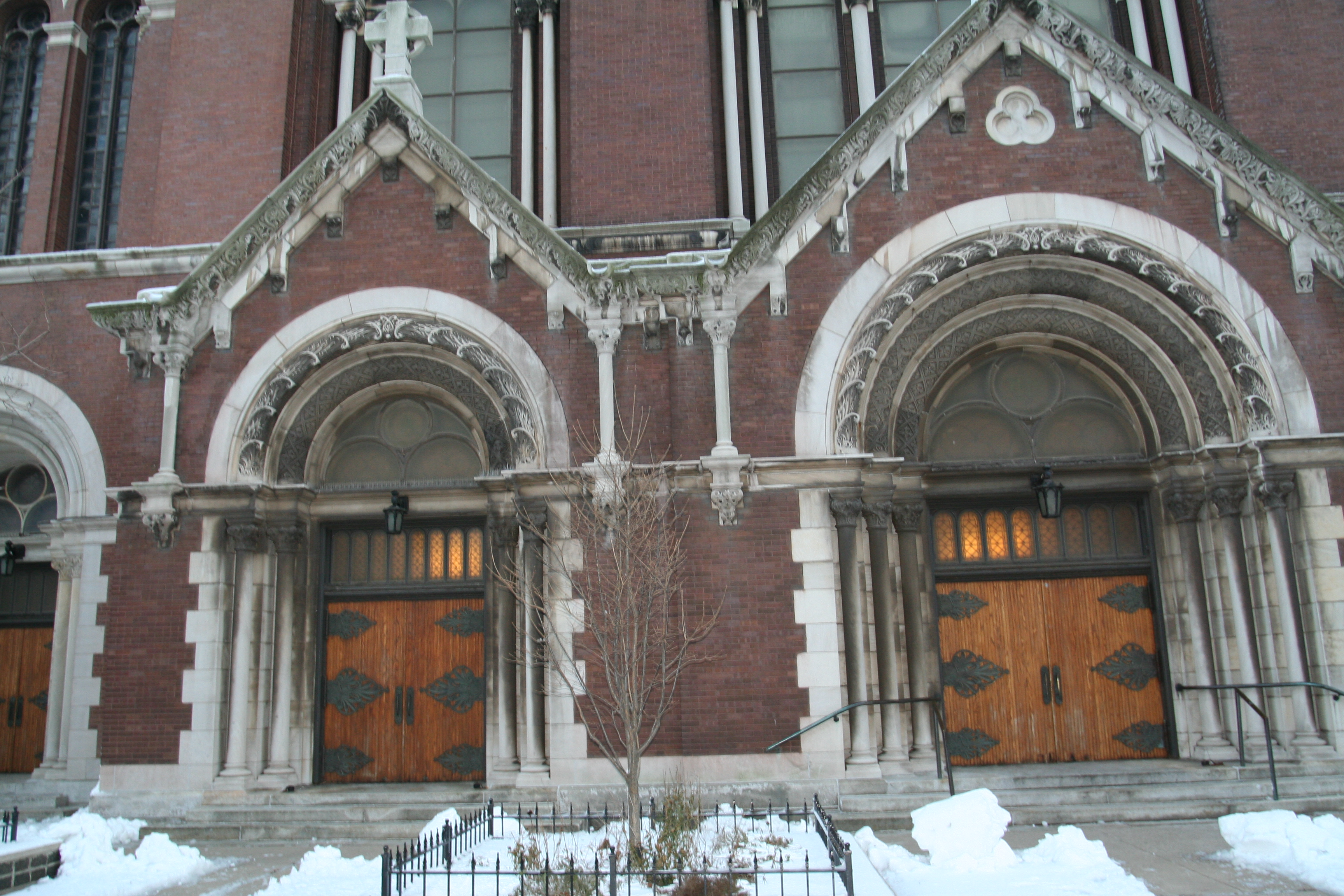
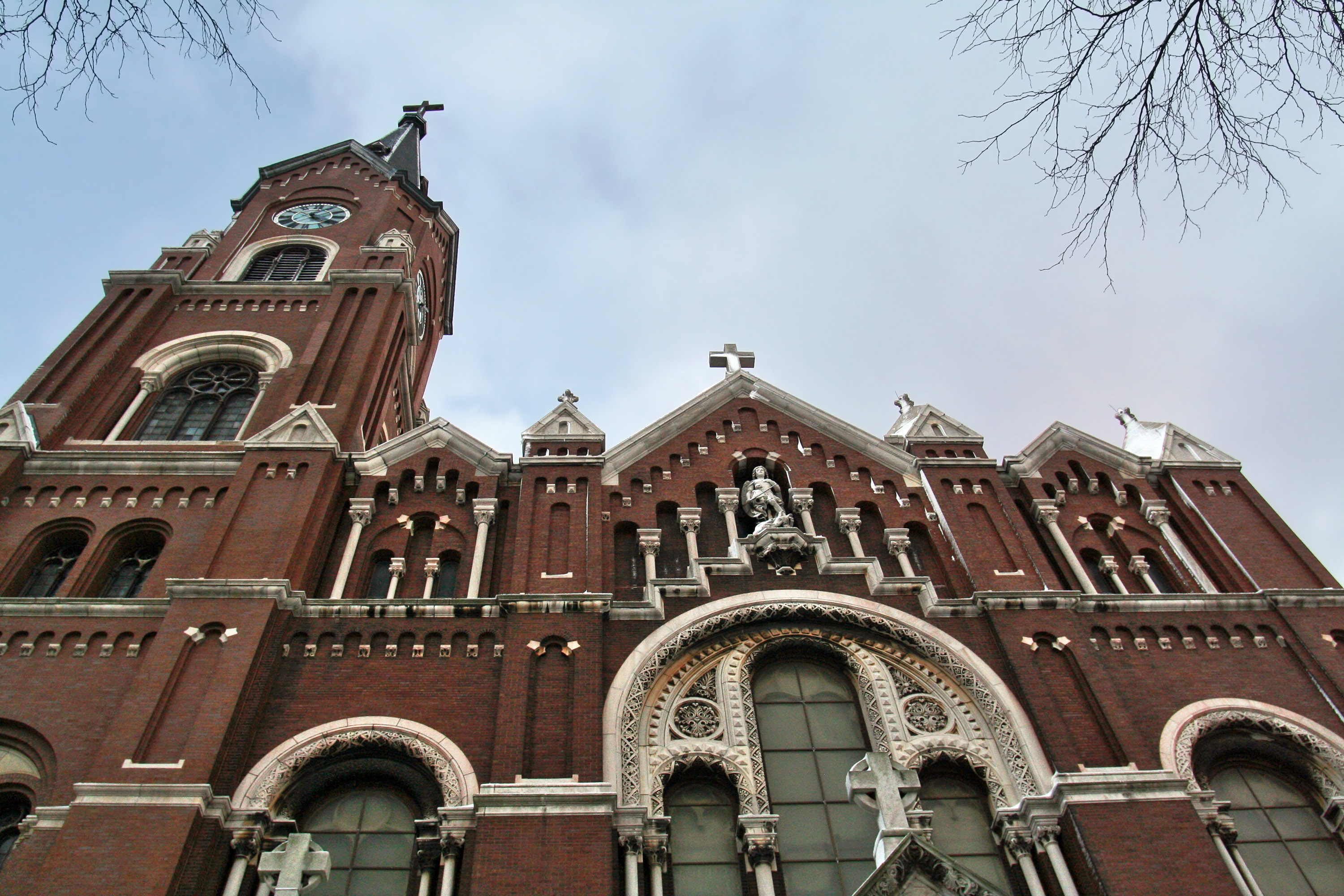
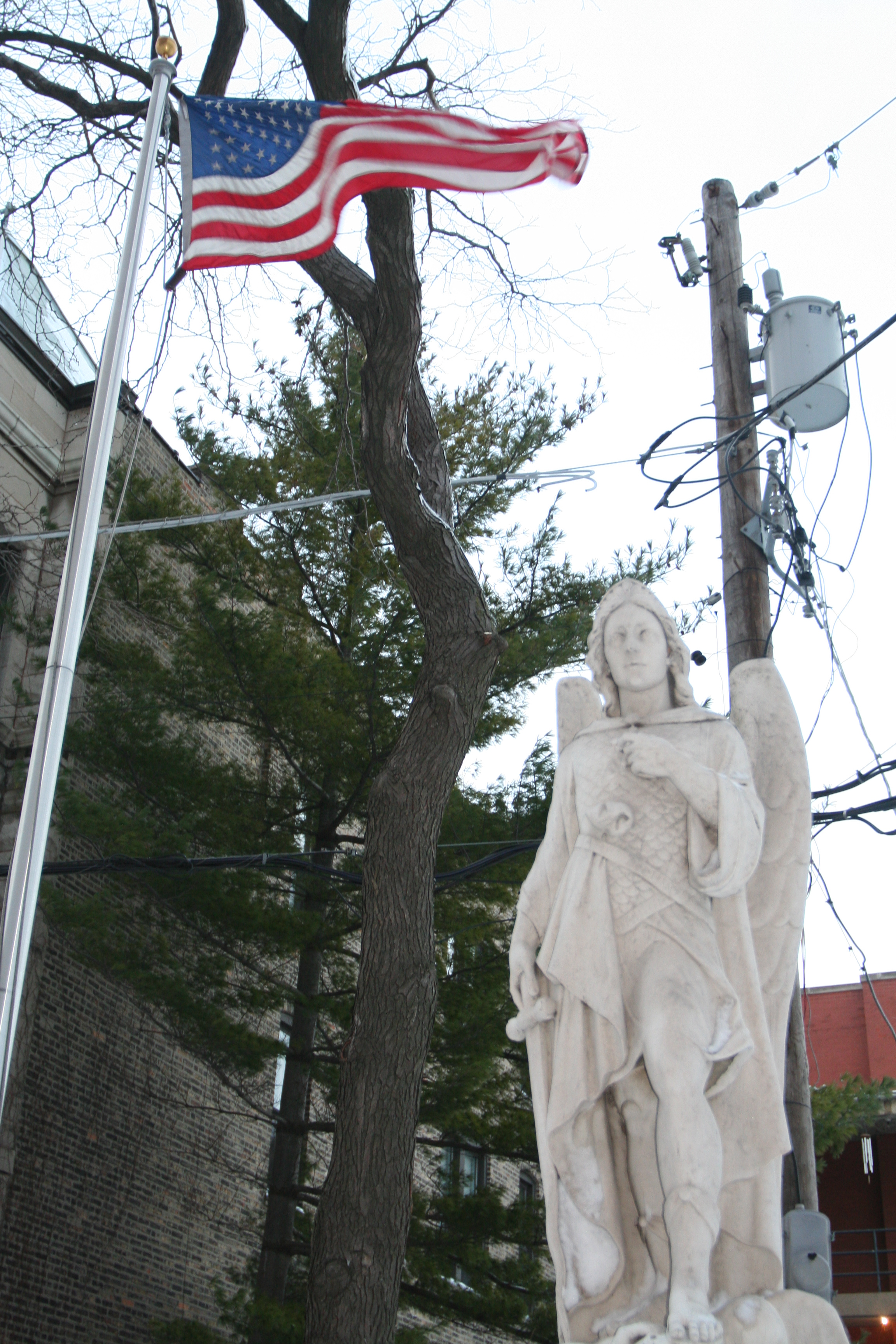